# Base Port Martin
La base Port Martin (in francese base Port-Martin) è una base antartica abbandonata francese.

## Ubicazione
Localizzata a ad una latitudine di 66° 49′ sud e ad una longitudine di 142°23′ est la stazione si trova lungo la costa Adelia, Terra Adelia.

## Storia
La stazione è stata la prima base scientifica antartica francese. Inaugurata il 20 gennaio 1950 per commemorare i 110 anni dalla scoperta della zona da parte di Jules Dumont d'Urville, venne parzialmente distrutta da un incendio nella notte tra il 23 ed il 24 gennaio 1952. La base venne rimpiazzata nel 1956 dalla base Dumont d'Urville, localizzata 62 km più ad ovest.
Port Martin ha accolto 11 persone nell'inverno 1950 e 17 nel 1951.
L'attività scientifica era rivolta allo studio della sismologia, della meteorologia e della glaciologia.